# Novosia herbuloti
Novosia herbuloti är en fjärilsart som beskrevs av De Toulgoët 1954. Novosia herbuloti ingår i släktet Novosia och familjen björnspinnare. Inga underarter finns listade i Catalogue of Life.